# Sangha Trinational
Sangha Trinational (francouzsky Trinational de la Sangha, volný český překlad „trojnárodní lokalita Sangha“) je rozlehlé území na hranicích Konga, Kamerunu a Středoafrické republiky, které je z velké části pokryto deštným pralesem a od roku 2012 figuruje na seznamu světového přírodního dědictví UNESCO. Nachází se v severozápadní části povodí řeky Kongo, souhrnná rozloha je téměř 750 000 ha a sestává ze 3 národních parků:
- Národní park Lobéké (Kamerun)
- Národní park Dzanga-Ndoki (Středoafická republika)
- Národní park Nouabalé-Ndoki (Kongo)

Z živočichů zde žijí např. pralesní sloni, západní nížinné gorily, krokodýli nilští nebo šimpanzi učenliví.

## Fotogalerie

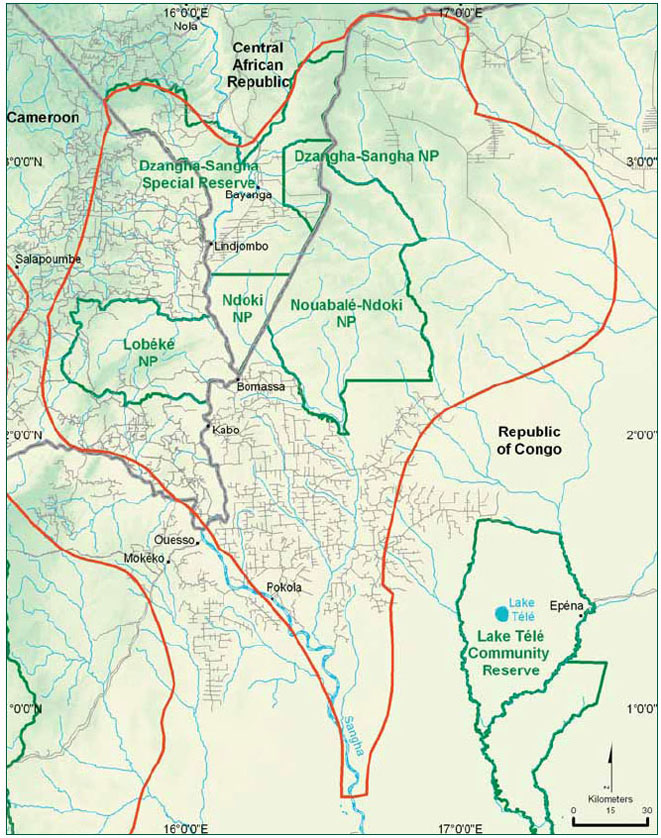
mapa chráněného území
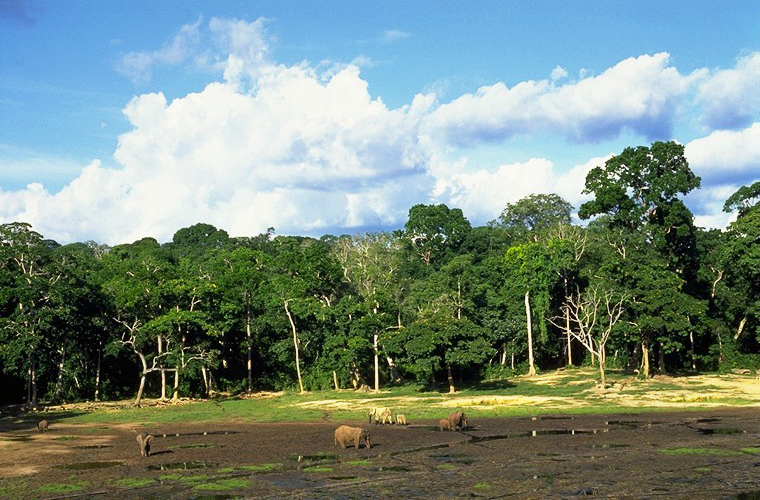
les v parku Dzanga-Ndoki
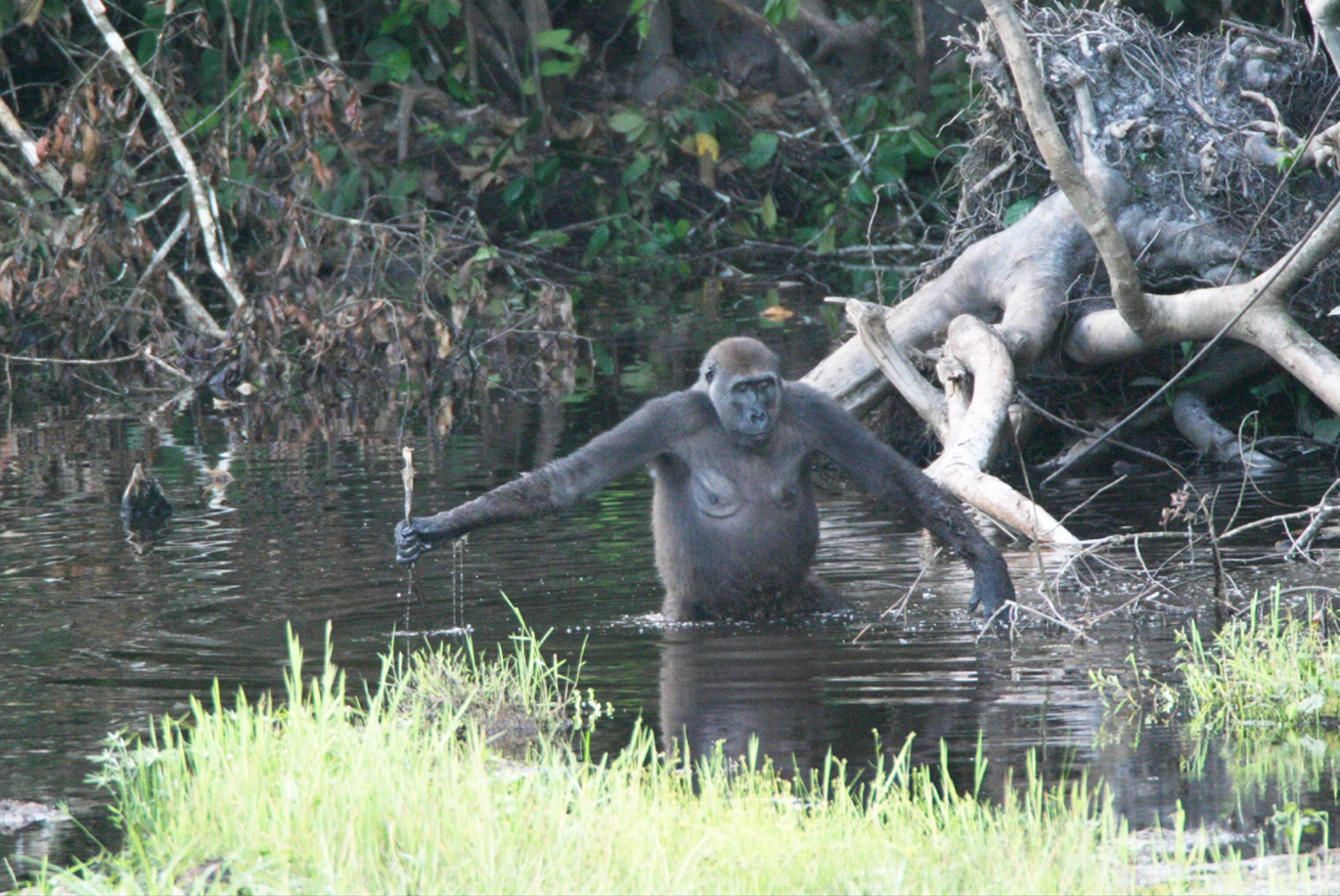
gorila v parku Nouabalé-Ndoki
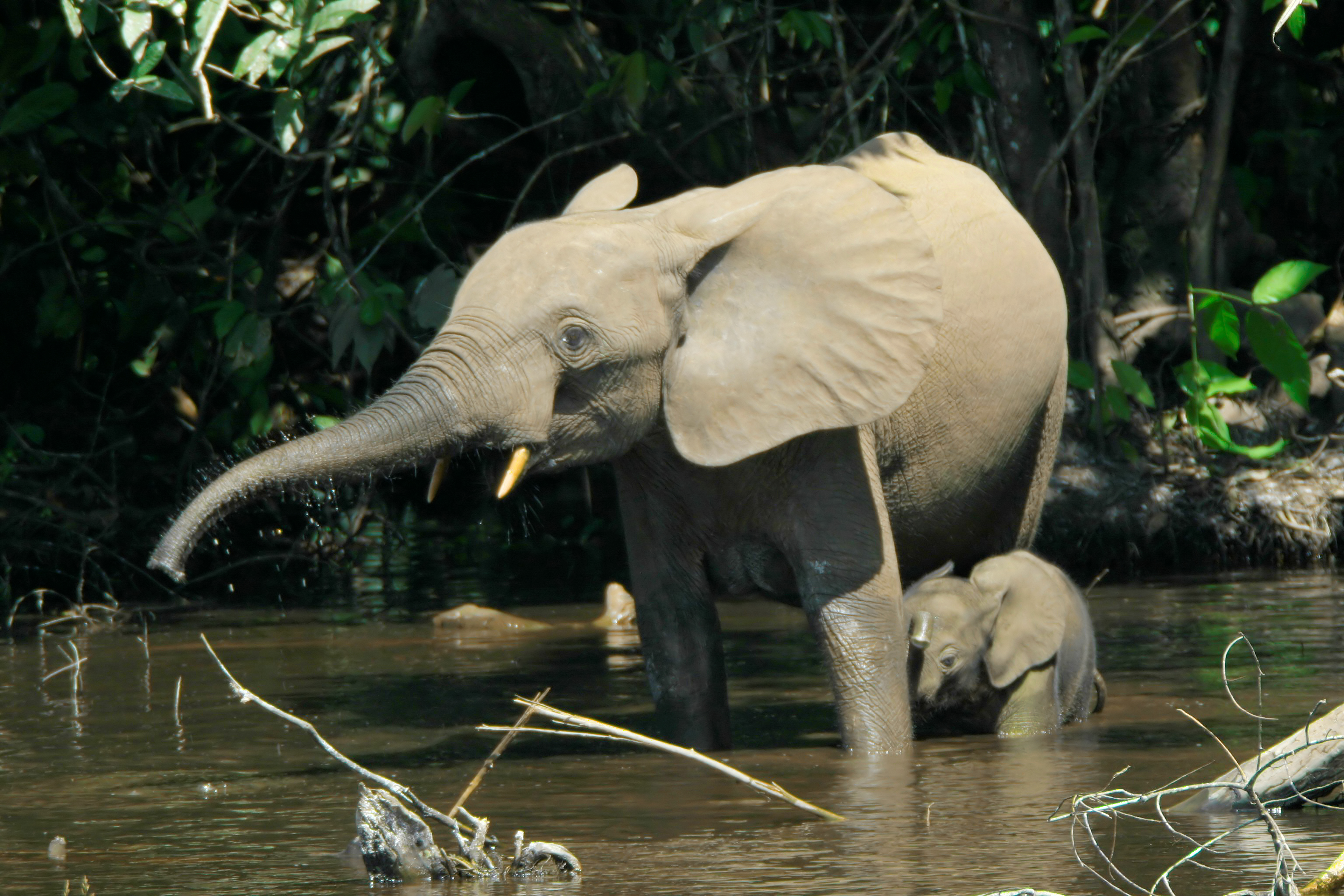
slon pralesní